# Черсозимо
Черсо́зимо (итал. Cersosimo) — коммуна в Италии, расположена в регионе Базиликата, подчиняется административному центру Потенца.
Население составляет 845 человек, плотность населения составляет 35 чел./км². Занимает площадь 24 км². Почтовый индекс — 85030. Телефонный код — 0973.
Покровителем коммуны почитается святой Викентий, празднование 11 августа.